# Canton de Lure-Sud
Le canton de Lure-Sud est un ancien canton français situé dans le département de la Haute-Saône et la région Franche-Comté.

## Histoire
Canton créé par le décret du 31 janvier 1985.
Ancien canton de Lure (1833 à 1985) : voir canton de Lure-Nord.

## Administration
| Période | Période      | Identité           | Étiquette   | Qualité                                              |
| ------- | ------------ | ------------------ | ----------- | ---------------------------------------------------- |
| 1985    | 1996 (décès) | Jean-Pierre Thomas | PS puis DVG | Maire de Roye                                        |
| 1997    | 2015         | Robert Morlot,     | DVG         | Retraité de PSA Maire de Frotey-lès-Lure (1989-2020) |

## Composition
| Fresne Scey Dampierre Champlitte Champagney Faucogney Lux St-Sauveur Mélisey Rioz Marnay Gy Autrey Gray Montbozon Saulx Port-s-Saône Combeauf. Vitrey Jussey Vauvillers St-Loup Amance Lure-Nord Lure-Sud Villersexel V.E. V.O. Noroy H.O. H.E. Pesmes |

| Nom                   | Code Insee | Intercommunalité    | Population (dernière pop. légale)             |
| --------------------- | ---------- | ------------------- | --------------------------------------------- |
| Lure (chef-lieu)      | 70310      | CC du pays de Lure  | Fraction : 3 414(2012) Commune : 8 324 (2014) |
| Andornay              | 70021      | CC du pays de Lure  | 204 (2014)                                    |
| Arpenans              | 70029      | CC du pays de Lure  | 246 (2014)                                    |
| Les Aynans            | 70046      | CC du pays de Lure  | 344 (2014)                                    |
| Frotey-lès-Lure       | 70260      | CC du pays de Lure  | 689 (2014)                                    |
| Lyoffans              | 70313      | CC du pays de Lure  | 387 (2014)                                    |
| Magny-Danigon         | 70318      | CC du pays de Lure  | 453 (2014)                                    |
| Magny-Jobert          | 70319      | CC du pays de Lure  | 105 (2014)                                    |
| Magny-Vernois         | 70321      | CC du pays de Lure  | 1 376 (2014)                                  |
| Moffans-et-Vacheresse | 70348      | CC du pays de Lure  | 629 (2014)                                    |
| Mollans               | 70351      | CC du Triangle Vert | 244 (2014)                                    |
| Palante               | 70403      | CC du pays de Lure  | 220 (2014)                                    |
| Roye                  | 70455      | CC du pays de Lure  | 1 492 (2014)                                  |
| Le Val-de-Gouhenans   | 70515      | CC du pays de Lure  | 65 (2014)                                     |
| Vouhenans             | 70577      | CC du pays de Lure  | 364 (2014)                                    |
| Vy-lès-Lure           | 70581      | CC du pays de Lure  | 669 (2014)                                    |

## Démographie
| 1990  | 1999  | 2006  | 2011   | 2012   |
| ----- | ----- | ----- | ------ | ------ |
| 9 295 | 9 340 | 9 946 | 10 730 | 10 806 |